# Sarre (Engeland)
Sarre is een civil parish in het bestuurlijke gebied Thanet, in het Engelse graafschap Kent met 222 inwoners.